# 久津知子
久津 知子（ひさつ ともこ、1972年11月23日 - ）は、日本将棋連盟所属の女流棋士。勝浦修九段門下。女流棋士番号は15（2011年3月31日までは31）。北海道札幌市出身。2018年3月31日に現役を引退。

## 棋歴
北海道札幌星園高等学校在学中は、父が経営する将棋クラブと同じフロアに住み、学校以外は将棋漬けの日々だった。
1989年、第25回高校選手権女子個人戦で優勝。1990年、女流育成会に入会し、月に一度北海道と東京の間を往復する。そして、二十歳を迎える1992年の秋にプロデビューし、勝浦修門。女流棋士会からプロへの昇格枠が2名から1名に減らされたことが、かえって将棋への集中につながったという。
1993年度、初参加の第20期女流名人位戦C級リーグで、早速B級に昇格する。その後、不調の期間が続いたが、2000年度、第28期女流名人位戦予選を勝ち抜き、久々にB級復帰。
2003年度、第26期女流王将戦で予選を抜け、本戦でも1勝を挙げる。
第16期（2005年度）女流王位戦で、初のリーグ入り。矢内理絵子に勝利するが、2勝3敗でリーグ残留失敗。
第33期（2006年度）女流名人位戦で2度目のB級復帰。
第3期（2009年度）マイナビ女子オープンで、本戦初出場。

## 人物
久津は師匠の勝浦修と同じ北海道出身であり、棋士の野月浩貴と金沢孝史も北海道出身で勝浦門下である。久津は北海道における将棋の普及に、特別な思いを持っている。
なお、北海道出身以外の同門の棋士には、十八世名人の資格を持つ森内俊之や広瀬章人がいる。

## 昇段昇級履歴
- 1990年00月00日 -  女流育成会入会
- 1992年10月01日 - 女流2級（女流育成会1位）
- 1994年04月01日 - 女流1級（女流名人位戦B級リーグ入り）[6]
- 2001年04月01日 - 女流初段（年間13局指し分け以上〈7勝以上〉／2000年度 8勝4敗、女流通算57勝69敗）[6][7][8][注 1]
- 2016年06月29日 - 女流二段（勝数規定／女流初段昇段後60勝、女流通算117勝）[9]
- 2018年03月31日 - 引退（女流棋士引退規定）[10]
- 2023年04月01日 - 女流三段（引退女流棋士昇段規定）[11]

## 外部サイト
- 日本将棋連盟 プロフィール
- 久津知子 (@vXleXchqWENB46I) - X（旧Twitter）
- 女流棋士久津知子の将棋教室＆イベント案内